# Estreptococcia
Se llama estreptococcia a la infección primitiva o secundaria producida por los estreptococos. 
La ubicuidad de este microbio es muy grande. Se le encuentra en la fiebre puerperal, la erisipela, ciertas infecciones quirúrgicas, la difteria, el sarampión, la escarlatina, la tuberculosis, la fiebre tifoidea. Es un huésped normal de la cavidad bucofaríngea donde vive en estado de saprofito pero puede hacerse patógeno y determinar una lesión local (angina, erisipela, etc.) o una septicemia. 
La infección estreptocóccica puede dar lugar a focos e supuración que afectan los más diversos órganos, a manifestaciones cutáneas (erisipela, eritemas, púrpura, etc.) a la endocarditis ulcerosa, arteritis agudas, flegmasia alba dolens, ictericia grave, pleuresías, etc. Sin embargo, la mayoría de las veces la enfermedad reviste una forma atenuada como en la flegmasia alba dolens de las recién paridas.